# عين الشرقية (جبلة)
عين الشرقية بلدة وناحية سوريّة إداريّة تتبع منطقة جبلة في محافظة اللاذقية. بلغ عدد سكان الناحية 16800 نسمة حسب تعداد عام 2004.

## عين الشرقية والحرب الأهلية السورية
تركت الحرب الأهلية السورية بصمتها الكبيرة على هذه القرية، فنظراً للثقافة العامة لدى أبناء عين الشرقية بالالتحاق بالجيش وخصوصاً أثناء فترة الفقر في الثمانينات والتسعينات من القرن الماضي فقد قتل العشرات من أبنائها أثناء تواجدهم في قطعاتهم العسكرية. كان ذلك بمثابة الفاجعة التي أثرت إلى حد كبير في نفسية سكان هذه القرية أسوة بكل القرى والمدن السورية بدون استثناء. و بفعل كمية القتلى الكبيرة ومحاولة السلطة التغطية على الموت العبثي لأبناء العلويين فقد انتشرت ظاهرة انتهازية و هي وضع صور الذين فقدوا في هذه الحرب على حوامل الأسلاك الكهربائية وقد شاركت السلطة في هذا التملق العام، فأصبح هذا المشهد مشهداً آخر من بشاعة الحرب الأهلية.
امتد أثر الحرب الأهلية السورية ليشمل أموراً أخرى متعلقة بالحياة اليومية لسكان عين الشرقية فغدا انقطاع الكهرباء، وانهيار الخدمات العامة، وتوضح الفساد بشكل أكبر، كابوساً جاثماً على صدور القرويين في لحظة تاريخية مهمة : حيث وبوجود وسائل التواصل الاجتماعي لم يعد العديد من أبناء العلويين يقبلون بما كان يمارس عليهم بُعَيد مجزرة حماة عام 1982 من إفقار وتهميش ودعاية السلطة، في حرب عبثية لا ناقة لهم بها ولا جمل.
في عام 2017 وأثناء حصار الغوطة الشرقية وإخلائها من المقاتلين المتطرفين، عمل النظام السوري والجيش الروسي المتواجد في سوريا على إخلاء الغوطة ونقل المقاتيلين إلى منطقة إدلب، ومرت الباصات التي تحمل هؤلاء المقاتلين على الطريق العام في وسط عين الشرقية هذه الخطوة اعتبرها العديد من المراقبين كإهانة من طرف بشار الأسد لأهالي عين الشرقية والطائفة العلوية بالعموم عندما مر قتلة أولادهم أمام عيونهم وكأنهم في استعراض قوة في إحدى القرى في عقر دار العلويين.